# Loham
Loham ist ein Dorf in der Gemeinde Mariaposching im niederbayerischen Landkreis Straubing-Bogen.

## Lage
Es liegt im Urstromtal der Donau an der Kreisstraße SR 34 etwa einen Kilometer nördlich des Hauptortes Mariaposching.

## Geschichte
1252 erscheinen Perchtold und Eberhard von Loham („de Lahaim“) als Zeugen für den Abt Hermann von Niederaltaich. 1452 war das Schloss in Loham im Besitz eines Hans Hell. Loham bildete früher eine Hofmark im Landgericht Mitterfels mit dem ehemaligen Wasserschloss Loham als Sitz der Hofmarksherrn. Zur Hofmark gehörten auch Güter in Hundldorf, Aicha, Moos, Waltendorf und Mariaposching. Von David Freiherr von Wagner zu Sarntheim gingen die Güter 1698 auf den Grafen Anton II. von Montfort über. 1719 findet sich dann Ignaz Freiherr von Schrenk von Notzing als Gutseigner von Loham. An die Familie Schrenk von Notzing erinnert deren Wappen (ein schwarzer Pfeil auf silbernem Schrägbalken) im heutigen Wappen von Mariaposching. Der Besitz gelangte über die Witwe Maria Magdalena, eine geborene von Neuching, an Johann Anton Joseph Freiherrn von Armansperg.
Im Rahmen der Neustrukturierung des nunmehrigen Königreiches Bayern zu Beginn des 19. Jahrhunderts bemühte sich Hofmarksherr Joseph Felix Ferdinand Graf von Armansperg, aus seinem Besitz in Loham ein Ortsgericht mit Sitz in Schloss Loham zu bilden. Der Plan ließ sich aber aufgrund von neuen Bestimmungen nicht durchführen. Am 14. August 1821 wurde für das Gut Loham des seinem verstorbenen Vater nachfolgenden Hofmarksinhabers Joseph Ludwig Graf von Armansperg das Patrimonialgericht II. Klasse Loham im Landgericht Deggendorf mit Zuständigkeit für fünfzig Hintersassen gebildet. Der Amtssitz befand sich aber auf Schloss Egg, und am 10. November 1830 wurde das Patrimonialgericht II. Klasse auf dem Gute Loham mit dem Patrimonialgericht II. Klasse auf dem Gute Egg vereinigt. Am 7. April 1848 geschah der Verzicht auf die Patrimonialgerichtsbarkeit von Loham-Egg.
Verwaltungsmäßig ist Loham ein Teil der Gemeinde Mariaposching und kirchlich der Pfarrei Mariaposching zugehörig. Die Gemeinde Mariaposching wies 1992 in Loham ein 6,65 ha großes Gewerbegebiet aus.

## Sehenswürdigkeiten
- Schloss Loham. Der Walmdachbau aus dem 17. Jahrhundert wurde 1723 umgebaut.
- Schlosskapelle St. Valentin. Sie entstand um 1714.

## Bildung und Erziehung
- Kindergarten St. Valentin. Er wurde 1996/1997 erbaut und am 2. September 1997 in Betrieb genommen.

## Vereine
- SV Kimme und Korn Loham

## Söhne und Töchter der Gemeinde
- Martin Mächler (1881–1958), schweizerisch-deutscher Architekt und Stadtplaner